# Pantelarita
La pantelarita es una roca volcánica, espeficiamente una riolita peralcalina. Químicamente cuenta con contenidos de hierro superiores y contenidos inferiores de aluminio en comparación a la comendita. Deriva su nombre de Pantelaria, una isla volcánica en el estrecho de Sicilia y es la localidad tipo de esta roca. En Pantelaria la roca se encuentra generalmente como vitrofiro con fenocristales de anortoclasa o sanidina. Cuarzo se encuentra sólo en las rocas más peralcalinas. Minerales máficos de la pantelarita pueden incluir egirina, fayalita, aenigmatita, ilmenita, y anfíbol sódico (a menudo arfvedsonita o ferrorichterita).

## Existencia
América del Norte
- Cordillera Ilgachuz, centro-oeste de Columbia Británica, Canadá
- La Reforma, Península de Baja California, México
- Level Mountain, noroeste de la Columbia Británica, Canadá

La Antártida
- Monte Berlín, Tierra de Marie Byrd
- Monte Moulton, Tierra de Marie Byrd
- Monte Noice, Tierra de Victoria

Asia
- Meseta de Udokan, Rusia

África
- Volcán Dabbahu, Región de Afar, Etiopía
- Ma Alalta, Región de Afar, Etiopía
- Tat Ali, Región de Afar, Etiopía